# Dignity (Deacon Blue)
Dignity is een nummer van de Schotse band Deacon Blue uit 1987. Het is de eerste single van hun debuutalbum Raintown.
Het nummer gaat over een eenvoudige man uit de arbeidersklasse, die voor de gemeente werkt. Hij spaart ervoor om later zijn grote droom na te jagen; namelijk om een klein zeilscheepje te kopen, haar de naam Dignity te geven, en daarmee langs de Britse westkust te zeilen. Deze droom helpt hem de eentonige werkdagen door te komen. "Dignity" is één van de populairste nummers van Deacon Blue, en wordt meestal op het eind van hun concerten gezongen. In eerste instantie deed het nummer niets in de Britse hitlijsten, maar in november 1987 maakte de Amerikaanse producer Bob Clearmountain een nieuwe versie van het nummer. Deze versie bereikte de 31e positie in het Verenigd Koninkrijk. In Nederland werd de originele versie van het nummer wel een klein succesje, met een derde positie in de Tipparade.
"Dignity" werd ook gezongen op de afsluitingsceremonie van de Schotse Gemenebestspelen van 2014.